# Saxicola rubetra

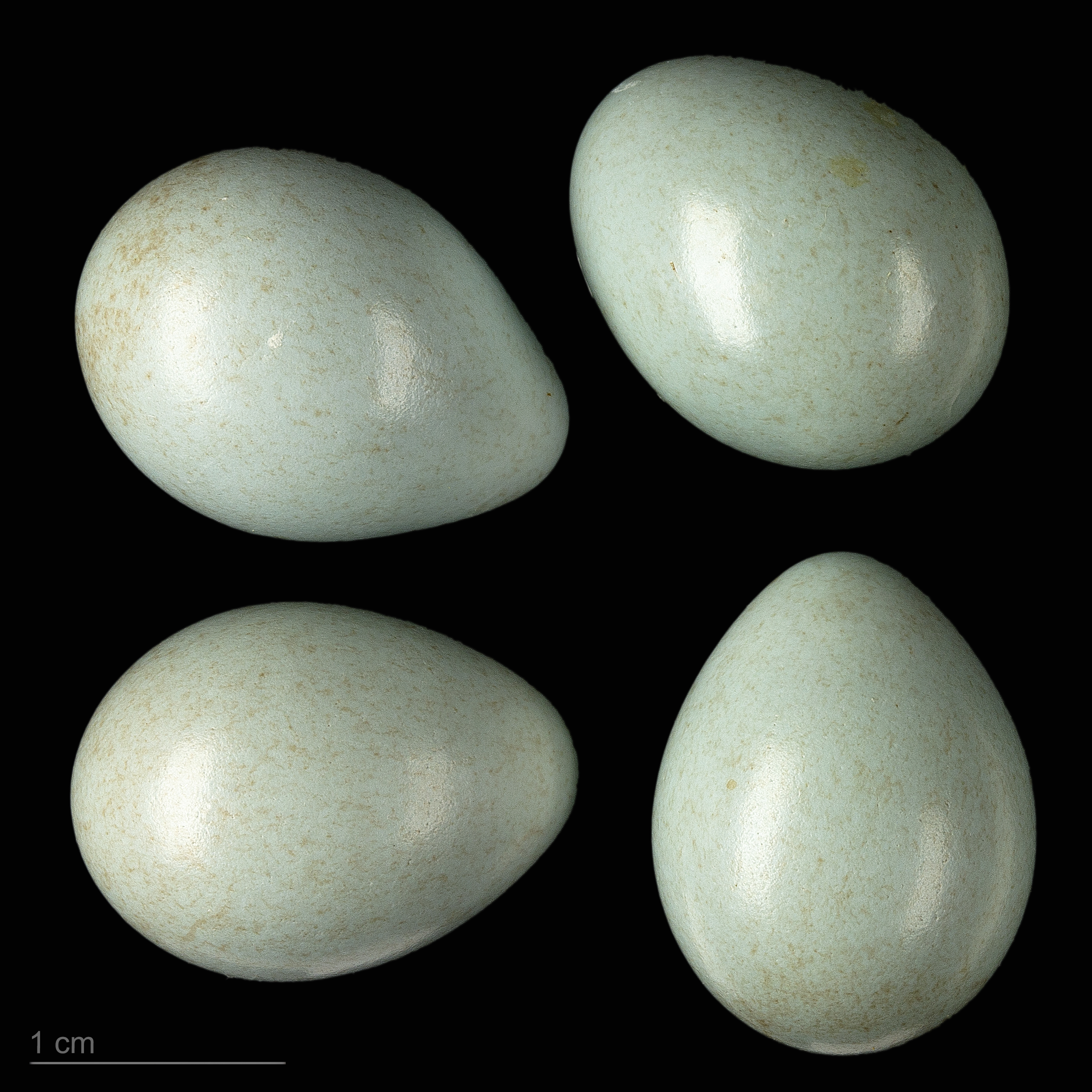
Saxicola rubetra

Saxicola rubetra là một loài chim trong họ Muscicapidae.